# Olavo Bastos Freire
Olavo Bastos Freire (Leopoldina, 29 de dezembro de 1915 - Juiz de Fora, 25 de julho de 2005) foi um técnico em eletrônica, considerado o primeiro operador de câmera brasileiro, que promoveu a primeira transmissão não comercial de televisão no Brasil em 28 de setembro de 1948, em Juiz de Fora, Minas Gerais. Na ocasião, fez a transmissão, ante várias testemunhas, de um jogo de futebol, entre o time local, Tupi, e o Bangu, do Rio de Janeiro. Os equipamentos utilizados foram criados pelo próprio Olavo Bastos Freire.